# Kluszkowce
Kluszkowce (prononciation : [kluʂˈkɔft͡sɛ]) est une localité polonaise de la gmina de Czorsztyn, située dans le powiat de Nowy Targ en voïvodie de Petite-Pologne.